# رالف دي توليدانو
رالف دي توليدانو (بالإنجليزية: Ralph de Toledano)‏ ولد في 17 غششت 1916 في طنجة بالمغرب و توفي يوم 03 فبراير2007 في ماريلاند , الولايات المتحدة الأمريكية. كان رالف كاتبًا أمريكيًا في القرن العشرين في الحركة المحافظة في الولايات المتحدة طوال النصف الثاني من القرن العشرين. كان صديقًا لريتشارد نيكسون ، صحفيًا ومحررًا في مجلة نيوزويك ومجلة ناشيونال ريفيو ، ومؤلفًا لـ26 كتابًا ، بما في ذلك روايتين وكتاب شعر. بالإضافة إلى مساهماته السياسية ، كتب عن الموسيقى ، وخاصة موسيقى الجاز.